# Verónica Caliva
Lía Verónica Caliva (Salta, 12 de abril de 1977) es una periodista, docente y política argentina. Se desempeñó como Diputada Nacional por la Provincia de Salta en la Cámara de Diputados de la Nación Argentina.

## Biografía

### Vida personal
Lía Verónica Caliva nació el 12 de abril de 1977 en la Ciudad de Salta, capital departamental del Departamento de la Capital. Cursó sus estudios secundarios en el Colegio Mariano Moreno de la Ciudad de General Güemes siendo parte de la promoción de egresados del año 1994. Luego estudió Ciencias de la Comunicación en la Universidad Nacional de Salta.

### Fundación entre Mujeres
El 12 de junio de 2005, el Gobierno de la Provincia de Salta le da personería jurídica a la Fundación entre Mujeres y así entonces oficialmente se daba por creada una fundación dedicada a proteger a mujeres y niñas. Lía Caliva fue uno de las fundadoras de este espacio junto a otras mujeres como Sandra Bustamante y Beeatriz Guevara. Desde el voluntariado la Fundación busca ayudar a niñas, adolescentes, jóvenes y mujeres en todo el territorio de la Provincia de Salta.
En el año 2008, la Fundación entre Mujeres acompaña el reclamo de los derechos de Mirtha Sisnero de trabajar como conducta de colectivos. En el año 2009 el tribunal da lugar a lo reclamado y algunos medios le llamaron a la decisión la más progresista de la justicia en mucho tiempo. Además el caso se convirtió en el primer caso de litigio estratégico en favor de los derechos laborales de la mujer. El caso sirvió para sentar precedente sobre la no discriminación por cuestiones de género.

## Carrera política

### Partido del Trabajo y del Pueblo
Verónica Caliva es apoderada del Partido del Trabajo y del Pueblo en el distrito Salta. También ostenta el cargo de miembro de la mesa directiva del Distrito Salta del partido, además de integrar también la Junta distrital.
En el año 2015 fue la tercera candidata a diputada nacional por el Frente Popular. La lista no superaría las PASO de ese año.

### Diputada Nacional
En el año 2019 Verónica Caliva participa de las elecciones nacionales como segunda precandidata a diputada nacional en la lista que impulsaba a Jorge Guaymás, sindicalista, en primer lugar. En las PASO, la lista de Jorge Guaymás saldría segunda, perdiendo la interna contra Lucas Javier Godoy. Los resultados obtenidos, 121.120 votos para Guaymás y 174.725 votos de Godoy significaron que el segundo puesto de la lista estaría ocupado por Verónica Caliva, esa mixtura deviene del sistema D´Hont que se utiliza para la conformación de las listas, además de la ley de paridad de género. En las elecciones generales, Caliva obtendría una banca para la Cámara de Diputados de la Nación Argentina. La lista encabezada por Lucas Javier Godoy se impondría con un total de 309.963 votos contra los 235.481 que sacaría el rival más próximo, Miguel Nanni. El tercer candidato más votado, Pablo Kosiner, no sacaría suficientes votos como para renovar su banca por lo tanto el Frente de Todos obtendría dos bancas, siendo Godoy y Caliva los elegidos y Juntos por el Cambio también obtendría dos escaños, siendo Nanni y Cornejo los electos.
En la jura como diputada nacional se extendió más que otros diputados y su jura fue en nombre de Belgrano, Güemes, Juana Azurduy, Otto Vargas, René Salamanca, Clelia Iscaro, Evita Perón y el Che Guevara. Además de abogar por los derechos de los pueblos originarios y manifestar su posición a favor del aborto. Uno de sus proyectos como diputada es el llamado "Reparación Urgente en Favor de los Pueblos Indígenas y sus Comunidades" que busca que se le dé una ayuda a los pueblos originarios. 
Para las elecciones provinciales de 2021 Verónica encabezó la lista de convencionales constituyentes por capital del frente Salta para Todos, una subdivisión del Frente de Todos que en esas elecciones iba separado. Los resultados obtenidos le valieron la obtención de una banca para la convención constituyente provincial.
En 2021 estuvo envuelta en una polémica cuando en el marco de la visita de Alberto Fernández a Salta para los festejos del bicentenario del pase a la inmortalidad de Martín Miguel de Güemes

En el año 2023 Verónica se presenta en las elecciones provinciales como candidata a gobernadora, en las nacionales se presenta como candidata a diputada nacional en segundo término por detrás de Jesús Ramón "Rana" Villa. Como candidata a gobernadora del frente Salta para Todos Caliva logró 20.646 votos y de esa manera se ubicó como la quinta candidata más votada pero sin obtener la banca de gobernador. En las nacionales conformó el frente Unión por la Patria y acompañó en segundo lugar al dirigente de Rivadavia enfrentándose a la fórmula de Pablo Outes - Yolanda Vega perdiendo dicha interna y quedando finalmente como la cuarta candidata a diputada nacional, el segundo puesto obtenido solo permitió a UxP meter dos diputados.